# Aéroport international de Borg El Arab
Pour les articles homonymes, voir HBE.
L'aéroport international de Borg El Arab (code IATA : HBE • code OACI : HEBA) (Phonétique : Matar Borg-al-arab Al-dawliyy) (Arabe :مطار برج العرب الدولي) est un aéroport desservant la ville d'Alexandrie, en Égypte. C'est le principal aéroport de la ville depuis la fermeture en décembre 2011 de l'aéroport El Nouzha, en rénovation.

## Situation
Il est situé à une cinquantaine de kilomètres au sud-ouest d'Alexandrie, dans la ville nouvelle de Borg El Arab.
| \| 100 km1:14 084 000 \| Abou Simbel Taba Sohag Marsa · Alam Louxor Hurghada El-Arich El Nouzha Charm el-Cheikh Le Caire Borg El Arab Assouan Assiout Marsa Matruh |
| 100 km1:14 084 000 |

### Trafic passager

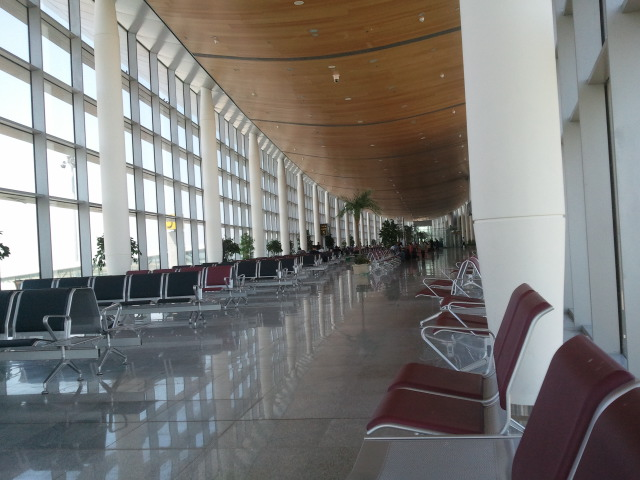
Hall des départs

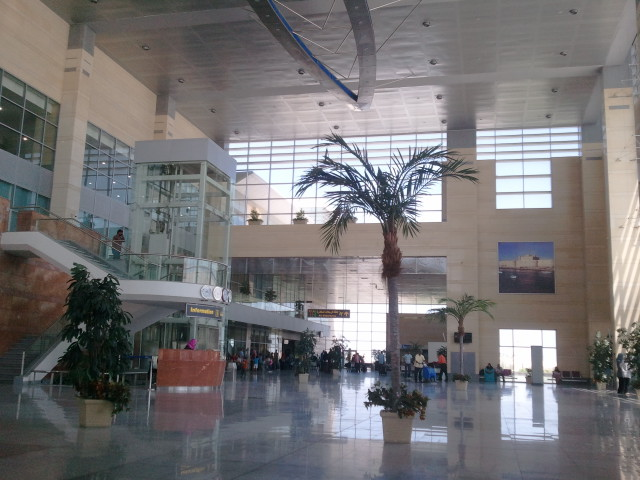
Hall d'arrivée

Le graphique qui aurait dû être présenté ici ne peut pas être affiché car il utilise l'ancienne extension Graph, désactivée pour des questions de sécurité. Des indications pour créer un nouveau graphique avec la nouvelle extension Chart sont disponibles ici.

Voir la requête brute et les sources sur Wikidata.

## Compagnies aériennes et destinations
| Compagnies        | Destinations |
| ----------------- | --- |
| Aegean Airlines   | En saison : Athènes E.-Venizélos |
| Air Arabia        | Charjah |
| Air Arabia Egypt  | Amman-Reine-Alia, Bergame-Orio al Serio, Dammam-roi Fahd, Djeddah - Roi-Abdelaziz, Koweït, Riyad-roi Khaled, Charm el-Cheikh                                                                           |
| Air Cairo         | Amman-Reine-Alia, Djeddah - Roi-Abdelaziz, Koweït, Médine-Prince M. Bin Abdulaziz, Riyad-roi Khaled En saison : Charm el-Cheikh                                                                        |
| Afriqiyah Airways | Benghazi-Benina, Tripoli-Mitiga |
| EgyptAir          | Le Caire, Dammam-roi Fahd, Hurghada, Djeddah - Roi-Abdelaziz, Koweït, Médine-Prince M. Bin Abdulaziz, Riyad-roi Khaled, Charm el-Cheikh, Dubaï En saison : Athènes E.-Venizélos, Beyrouth-Rafic Hariri |
| Etihad Airways    | En saison : Abou Dabi |
| flydubai          | Dubaï |
| FlyEgypt          | Amman-Reine-Alia, Djeddah - Roi-Abdelaziz, Koweït |
| Jazeera Airways   | Koweït |
| Kuwait Airways    | En saison : Koweït |
| Libyan Airlines   | Benghazi-Benina, Tobrouk (en), Tripoli-Mitiga |
| Nile Air          | Buraydah, Djeddah - Roi-Abdelaziz, Koweït, Yanbu |
| Oman Air          | En saison : Mascate |
| Salam Air         | Mascate |
| Saudia            | Djeddah - Roi-Abdelaziz, Médine-Prince M. Bin Abdulaziz, Riyad-roi Khaled |
| Turkish Airlines  | Istanbul |
| Wizz Air          | Abou Dabi, Budapest-Ferenc Liszt, Milan-Malpensa, Rome Léonard-de-Vinci/Fiumicino |

Édité le 19/06/2020